# Бенда, Ян (хоккеист)
Ян Бе́нда (чеш. Jan Benda; род. 28 апреля 1972, Рит, Бельгия) — немецкий хоккеист. Амплуа — нападающий. Участник восьми чемпионатов мира, Кубка мира (1996) и зимних Олимпийских игр (1994, 1998, 2002) в составе сборной Германии.

## Биография
Родители Бенды родом из чешского Литвинова. В своё время они перебрались в Бельгию, где родился Ян. Затем семья переехала в Германию, в Эссен.
Бенда начинал карьеру в Хоккейной лиге Онтарио (OHL) за команду «Ошава Дженералз», где играл вместе с будущим звездами НХЛ, такими как Эрик Линдрос, Джейсон Арнотт, и Стефан Йелл. Позже провёл два сезона в Чемпионате Германии. В сезоне 1994/95 играл в лиге ECHL. С 1995 по 1997 год провёл в Чехии. В сезоне 1997/98 играл в АХЛ за фарм-клуб команды «Вашингтон Кэпиталз». За основную команду сыграл всего 9 матчей, набрав 3 результативные передачи. С 1998 по 2001 год играл в СМ-Лиге за команды «Эссят» и «Йокерит». С 2001 по 2004 год играл за казанский «Ак Барс». 30 марта 2002 года, в матче 1/2 финала против «Авангарда» Ян Бенда забросил победный буллит, тем самым обеспечив «Ак Барсу» путёвку в финал чемпионата. В сезоне 2004/05 Бенда играл в Воскресенском «Химике» и «Северстали». С 2005 по 2011 год играл в Чешской экстралиге. В 2011 году вернулся в Германию.
12 июня 2018 года завершил карьеру игрока в возрасте 46 лет.

## Достижения
- Чемпион Германии - 1994
- Серебряный призёр СМ-Лиги - 2000
- Серебряный призёр чемпионата России - 2002
- Бронзовый призёр чемпионата России - 2004

## Статистика

### Клубная
```
 
                                            -- Регулярный сезон --   ---- Плей-офф ----
Сезон   Команда                      Лига   И    Г    П    О  Штр   И   Г   П   О  Штр
---------------------------------------------------------------------------------------
1989-90  Ошава Дженералз             OHL     1    0    1    1    0  --  --  --  --  --
1990-91  Ошава Дженералз             OHL    51    4   11   15   64  16   2   4   6  19
1991-92  Ошава Дженералз             OHL    61   12   23   35   68   7   1   1   2  12
1992-93  Фрайбург EHC                1.BL   41    6   11   17   49
1993-94  Мюнхен Хедос                1.BL   43   16   11   27   67
1994-95  Бингхэмтон Рейнджерс        АХЛ     4    0    0    0    0  --  --  --  --  --
1994-95  Ричмонд Ренегейдс           ECHL   62   21   39   60  187  17   8   5  13  50
1995-96  Славия                      Ч-ЭЛ   24    7   14   21   24   7   1   6   7  35
1996-97  Спарта                      Ч-ЭЛ   49    7   21   28   61  10   1   1   2  12
1997-98  Вашингтон Кэпиталз          НХЛ     9    0    3    3    6  --  --  --  --  --
1997-98  Портленд Пайретс            АХЛ    62   25   29   54   90   8   0   7   7   6
1997-98  Спарта                      Ч-ЭЛ    1    0    1    1    4  --  --  --  --  --
1998-99  Эссят                       СМ-л   52   21   22   43  139  --  --  --  --  --
1999-00  Йокерит                     СМ-л   52   19   28   47   99  11   2   4   6  16
2000-01  Йокерит                     СМ-л   52   18   26   44   56   5   0   1   1   6
2001-02  Ак Барс                     РСЛ    32    7   12   19   59  11   2   5   7  40
2002-03  Ак Барс                     РСЛ    51   14   24   38   68   5   2   0   2   6
2003-04  Ак Барс                     РСЛ    56    4   19   23   72   5   1   0   1   6
2004-05  Химик                       РСЛ    18    2    7    9   20  --  --  --  --  --
2004-05  Северсталь                  РСЛ    33    4    5    9   30  --  --  --  --  --
2005-06  ХК Литвинов                 Ч-ЭЛ   44   13   22   35   54  --  --  --  --  --
2005-06  Злин                        Ч-ЭЛ    6    3    4    7   14   6   1   2   3  10
2006-07  ХК Литвинов                 Ч-ЭЛ   45   10   16   26   77  --  --  --  --  --
2007-08  ХК Литвинов                 Ч-ЭЛ   45   10   14   24   50  --  --  --  --  --
2008-09  БК Млада Болеслав           Ч-ЭЛ   51    8   17   25   56  --  --  --  --  --
2009-10  ХК Пльзень 1929             Ч-ЭЛ   51    6   29   35   65   6   0   2   2   0
2010-11  Славия                      Ч-ЭЛ   17    3    3    6   10  --  --  --  --  --
2010-11  БК Млада Болеслав           Ч-ЭЛ    8    1    1    2    8  --  --  --  --  --
2011-12  Нюрнберг Айс Тайгерс        DEL    17    1    2    3    2  --  --  --  --  --
2011-12  ЕНС Мюнхен                  DEL    31    1    4    5   14  --  --  --  --  --
2012-13  Дрезднер Айслёвен           2.BL   47    2   11   13   60
--------------------------------------------------------------------------------------
         Всего в НХЛ                         9    0    3    3    6
```

### Международные соревнования
```
Сезон    Команда             Турнир     И    Г    П    О   Шт
--------------------------------------------------------------
1994     Германия              ОИ       8    0    1    1    6
1994     Германия              ЧМ       5    0    0    0   24
1996     Германия              КМ       4    2    1    3    0
1996     Германия              ЧМ       6    1    1    2   33
1997     Германия              ЧМ       8    0    2    2   18
1998     Германия              ОИ       4    3    0    3    8
1999     Германия              ЧМ(Д.1)  7    1    5    6   16
2001     Германия              ЧМ       7    0    1    1    4
2002     Германия              ОИ       7    1    0    1    2
2002     Германия              ЧМ       7    1    7    8   14
2003     Германия              ЧМ       6    1    2    3    4
2004     Германия              ЧМ       6    2    0    2    0
2005     Германия              ЧМ       6    1    3    4   27
--------------------------------------------------------------
        Всего на ОИ                    19    4    1    5   16
        Всего на ЧМ                    51    6   16   22  124
```

Говорит на пяти языках: немецком, английском, чешском, испанском и русском. Стал первым легионером, который сделал хет-трик в чемпионате России.